# Степана Разина (Самарская область)
Посёлок Степана Разина — упразднённый в 1988 году посёлок Мухановского сельского совета Кинель-Черкасского района Самарской области. Ныне микрорайон города Отрадный.

## География
Посёлок расположен в лесной местности у реки Большой Кинель к северу от города Отрадный и является местом отдыха (есть пляж), садоводчества.
Улиц три: Центральная (магистральная), Трансформаторная и Весенняя (обе в СНТ Раздолье).
Климат
резко континентальный, морозная зима, тёплое лето.

## История
Посёлок появился после гражданской войны, на месте бывшего партизанского лагеря, куда перебрались семь семей во главе с А. В. Щуровым.
В 1938 году в посёлке насчитывалось 12 дворов. Жители вступили в колхоз «Волна революции».
Дети училась в Новоключёвской школе, затем в местной начальной школе. Был здравпункт.
Электричество появилось в посёлке в 1971 году.
В 1988 году посёлок Степана Разина вошёл в состав Отрадного (Решение Самарского облисполкома № 100 от 9 марта 1988 года «О включении в состав города Отрадный посёлков Осиновка, Алексеевка и Степана Разина Мухановского сельского совета Кинель-Черкасского района»).
Светлана Александрова в статье «Окрестные села» (газ. Вестник города Отрадного, № 41, 13.06.2019) отмечает: «Благодаря вхождению в черту Отрадного Осиновки, Васильевки, Привета, Алексеевки, Степана Разина, город сумел набрать численность населения свыше пятидесяти тысяч».

## Транспорт
Автобус маршрута № 1.